# Ланселот
Ланселот Озерний (Ланцелот, фр. Lancelot du Lac, англ. Lancelot of the Lake, також Launcelot) — персонаж легенд про короля Артура і заснованих на них лицарських романів — славнозвісний лицар Круглого столу.

## Загальні відомості
Ланселот — уособлення вірності коханню, оскільки за легендами він був єдиним лицарем, що зміг перетнути Невидиму стіну і вийти з Долини без вороття (Val Sans Retour), з якої міг вийти лише той, що жодного разу навіть подумки не зраджував коханню єдиній жінці.
Сюжет Ланселота складають чудове його виховання Дівою Озера (звідки його прізвисько), численні перипетії його любові до королеви Ґвіневери — дружини короля Артура, марна його участь у пошуках святого Ґрааля, здобути який йому перешкоджає гріх перелюбства, який над ним тяжіє, магічні чари несправжньої Ґвіневери, зачаття ним чистого від гріха Ґалахада, що оволодіває Ґраалем, покаяння і смерть Ланселота.

## Життєпис

### Народження і виховання
Батьками Ланселота були король Бан і королева Елейна в країні Бенвік (Бретань). (Згідно з деякими версіями, його первісним (або хрестильним) ім'ям було «Ґалахад», але він змінив ім'я, і пізніше так був названий його син).
Король Бан втік зі своєї країни і помер. Його дружина віддала немовля дружелюбно налаштованій феї — Діві Озера, яка виховала хлопчика.

### Пошуки Ґрааля
Потрапивши в Камелот, він полюбив королеву Ґвіневеру, і вона також полюбила його. В ім'я своєї Прекрасної Дами він здійснив безліч подвигів. Зокрема, порятунок викраденої королеви від сера Мелеаганта ліг в основу «Лицаря у візку» Кретьєна де Труа: як-то Ґвіневеру викрав сер Мелеґант і, щоб дістатися до його замку, Ланселоту довелося поступитися своїм благородством і скористатися візком (з точки зору лицарської моралі — ганебне діяння, бо у візку возили тільки злочинців).

#### Народження Ґалахада
Матір'ю Ґалахада стала Елейна, дочка короля Пелес з Корбеніка (родича Йосипа Ариматейського та зберігача Ґрааля), яка намагалася спокусити лицаря. Ланселот, будучи в гостях у її батька, відмовлявся від подібної «честі», але придворна дама Бруз навела на дівчину чари, і та стала схожа на Ґвіневеру. Коли Ланселот дізнався про обман, було вже пізно.
Через деякий час Елейна прибула до двору, чим викликала ревнощі королеви Ґвіневери. Завдяки чарам Бруз, Ланселот знову провів з нею ніч. Ґвіневера розгнівалася на свого лицаря і прогнала його. Ланселот зійшов з розуму від горя, і поневірявся «дурником» цілих два роки, і ніхто не приймав його за лицаря, і не знав, де він. Його товариші по Круглому столу шукали його, але марно.
Якось Ланселот забрів у Корбенік. Попри те, що він був у блазнівському вбранні, Елейна впізнала коханого і зцілила його силою Ґрааля. Він оселився з нею в замку Бліант на острові. А коли їх синові було вже 14 років, Ланселот на прохання своїх друзів повернувся в Камелот і його зв'язок з королевою відновився.
Згідно з іншою версією легенди, Ланселот зійшовся з Елейн, дочкою Пелеса, лише одного разу, і ніколи більше Ґвіневері не зраджував.

### Любов до Ґвіневери
Королева періодично гнівалась на свого вірного лицаря і проганяла його геть від свого двору. Ланселот був ідеальним закоханим, fin amant, тобто лицарем, який повинен любити тільки одну даму, жертвувати заради неї всім, навіть своїм життям і честю.
 «Бо ви — чемність з усіх лицарів на світі і всім дамам і дівчатам покірний слуга. Але є одне, сер лицар, чого, здається мені, вам не вистачає: ви лицар неодружений, а не хочете полюбити якусь дівчину або благородну даму. Розповідають, що ви любите королеву Ґвіневеру і що вона зуміла чарами і чаклунством зробити так, щоб ви ніколи нікого, крім неї, не полюбили і щоб жодна інша жінка не радувала красою вашого погляду. І про те багато хто в цій країні і високого роду і низького вельми горюють». 
  Томас Мелорі

### Трагічна розв'язка і смерть короля Артура
- Див. Ґвіневера

## Взаємовідносини
- Батьки:
  - Бан, король Бенвіка
  - Елейна, королева
- Вихователька:
  - Володарка Озера
- Сюзерен:
  - Король Артур
- Кохана:
  - королева Ґвіневера
- Жінка / співмешканка:
  - Елейна, дочка короля Пелеса
- Син:
  - Галахад
- Інші родичі:
  - Сер Ектор (Hector de Maris[en]) — єдинокровний брат, побічний син короля Бана
  - Сер Ліонель — кузен, син Борса Старшого, брата короля Бана
  - Сер Борс Молодший — кузен, син Борса Старшого, брата короля Бана